# Quartz Lake Patrol Cabin
La Quartz Lake Patrol Cabin est une cabane en rondins dans le comté de Flathead, dans le Montana, aux États-Unis. Protégée au sein du parc national de Glacier, cette construction de 1930 est inscrite au Registre national des lieux historiques depuis le 14 février 1986.